# ویکتور کراوچنکو (ورزشکار)
ویکتور کراوچنکو (روسی: Виктор Пeтрович Кравченко؛ زادهٔ ۱۵ may ۱۹۴۱ (۸۳ سال)) ورزشکار دو و میدانی اهل اتحاد جماهیر شوروی سوسیالیستی است.
وی در مسابقات کشوری و بین‌المللی در مجموع برندهٔ ۱ مدال برنز شده‌است.